# Туршемучаш
Туршемучаш (мар. Туршымучаш) — деревня в Медведевском районе Марий Эл Российской Федерации. Входит в состав Люльпанского сельского поселения.
Численность населения — 132 чел. (2021 год).

## География
Располагается в 10 км на север от административного центра сельского поселения — деревни Люльпаны, на берегу реки Турша.

## История
До 1 апреля 2014 года деревня входила в состав упразднённого сельского поселения Туршинское.

## Население
| 2010 | 2011 | 2012 | 2013 | 2015 | 2016 | 2018 |
| ---- | ---- | ---- | ---- | ---- | ---- | ---- |
| 132  | ↗175 | ↘163 | ↘159 | ↘156 | ↗165 | ↘159 |
| 2019 | 2020 | 2021 |      |      |      |      |
| →159 | ↘132 | →132 |      |      |      |      |

Национальный состав на 1 января 2013 г.:
| Национальность | Численность, чел. | Доля    |
| -------------- | ----------------- | ------- |
| всего          | 159               | 100,0 % |
| Марийцы        | 128               | 80,5 %  |
| Русские        | 28                | 17,6 %  |
| другие         | 3                 | 1,9 %   |

## Известные люди
- Из деревни происходит отец и вся отцовская линия предков российской фигуристки Анны Щербаковой (Станислав Валерьевич Щербаков ← Валерий Прохорович Щербаков ← Прохор Васильевич Щербаков)[15].